# ATV Offroad Fury 2
ATV Offroad Fury 2 es el segundo videojuego de la serie ATV Offroad Fury, desarrollado por Rainbow Studios y lanzado el 9 de noviembre de 2002. El juego es procedido por ATV Offroad Fury y seguido por ATV Offroad Fury 3. Como es el resto de la serie, el juego se trata de carreras de cuatriciclos (ATVs).

## Jugabilidad
La ampliación de su precursor, ATV Offroad Fury 2 destaca más ATVs (incluyendo Ravage Talons), junto con más vehículos, minijuegos, campeonatos, y otros. Los ATVs no sufren daño, pero sus ocupantes son vulnerables a desmontarse de los ATVs, si el vehículo aterriza mal o si otro corredor aterriza en el jugador. El juego también destaca nuevas trampas para ganar puntos, incluyendo campeonatos donde los jugadores pueden ganar puntos de perfil por cada carrera completada.
Completando los campeonatos se desbloqueara un nuevo evento como por ejemplo eventos freestyle, cual objetivo es que los jugadores deben completar los límites de tiempo. El juego también ofrece minijuegos.
ATV Offroad Fury 2 es también la primera entrega en la serie para ofrecer juego en línea, que permite a los jugadores desafiar a otros jugadores a través de una red en línea (incluyendo un sistema de vestíbulos) conectado vía i.Link, Red de área local (LAN) u otras conexiones de red.

### Maniobras
La gama de maniobras ofrecidas en ATV Offroad Fury 2 es típicamente activada tocando ligeramente una combinación de botones mientras que el ATV del jugador está en el aire, para activar movimientos combinados basados en maniobras.

## Juego en línea
El servidor de ATV Offroad Fury 2 se cerró el 1 de agosto de 2007. Sony está cerrando los servidores, más probable debido a la carencia de la gente que todavía juega a este juego en línea.